# Tournoi de qualification olympique masculin de basket-ball 2024
Cet article traite de l'épreuve masculine. Pour la compétition féminine, voir Tournoi de qualification olympique féminin de basket-ball 2024.
Navigation
TQO 2020 TQO 2028
Le Tournoi de qualification olympique masculin de basket-ball 2024 sont une série de tournois internationaux de basket-ball organisé par la FIBA permettant d'attribuer les 4 dernières places qualificatives au tournoi masculin de basket-ball des Jeux olympiques de 2024.
Quatre tournois sont organisés sur quatre sites différents, seul le vainqueur de chacun de ces tournois obtient sa qualification.

## Équipes participantes
| Compétition/Contexte                         | Places     | Qualifiés |
| -------------------------------------------- | ---------- | --- |
| Coupe du monde masculine de basket-ball 2023 | 19 équipes | Lettonie Lituanie Slovénie Italie Espagne Monténégro Brésil République dominicaine Grèce Géorgie Finlande Liban Philippines Mexique Angola Côte d'Ivoire Égypte Porto Rico Nouvelle-Zélande |
| Vainqueurs tournois pré-TQO                  | 5 équipes  | Cameroun Bahamas Bahreïn Pologne Croatie |

## Lieux et salles
| Valence                              | Riga             | Le Pirée                        | San Juan                    |
| ------------------------------------ | ---------------- | ------------------------------- | --------------------------- |
| Pavelló Municipal Font de Sant Lluís | Riga Arena       | Stade de la Paix et de l'Amitié | Coliseo José Miguel Agrelot |
| Capacité: 9 000                      | Capacité: 11 200 | Capacité: 11 640                | Capacité: 18 500            |
|                                      |                  |                                 |                             |

## Tirage au sort
| Tournoi de Valence   | Tournoi de Valence       | Tournoi de Riga              | Tournoi de Riga            | Tournoi du Pirée                  | Tournoi du Pirée                    | Tournoi de San Juan            | Tournoi de San Juan       |
| Groupe A             | Groupe B                 | Groupe A                     | Groupe B                   | Groupe A                          | Groupe B                            | Groupe A                       | Groupe B                  |
| -------------------- | ------------------------ | ---------------------------- | -------------------------- | --------------------------------- | ----------------------------------- | ------------------------------ | ------------------------- |
| Liban Angola Espagne | Finlande Pologne Bahamas | Géorgie Philippines Lettonie | Brésil Cameroun Monténégro | Slovénie Nouvelle-Zélande Croatie | Égypte Grèce République dominicaine | Mexique Côte d'Ivoire Lituanie | Italie Porto Rico Bahreïn |

## Tournoi de Valence

### Groupe A
| Rang | Équipe  | Pts | J | G | P | Pp  | Pc  | Diff |
| ---- | ------- | --- | - | - | - | --- | --- | ---- |
| 1    | Espagne | 4   | 2 | 2 | 0 | 193 | 140 | 53   |
| 2    | Liban   | 3   | 2 | 1 | 1 | 133 | 174 | -41  |
| 3    | Angola  | 2   | 2 | 0 | 2 | 151 | 163 | -12  |

Rencontres :
| 2 juillet 2024 20h30 | Rapport | Liban                                                                     | 59–104                              | Espagne                                                            |  | Pavelló Municipal Font de Sant Lluís, Valence Affluence : 4 153 Arbitres : Mārtiņš Kozlovskis Johnny Batista Blanca Burns |
| 2 juillet 2024 20h30 | Rapport | Score par quart-temps : 18-24, 13-27, 13-27, 15-26                        |                                     |                                                                    |  | Pavelló Municipal Font de Sant Lluís, Valence Affluence : 4 153 Arbitres : Mārtiņš Kozlovskis Johnny Batista Blanca Burns |
| 2 juillet 2024 20h30 | Rapport | Score par mi-temps : 31-51, 28-53                                         |                                     |                                                                    |  | Pavelló Municipal Font de Sant Lluís, Valence Affluence : 4 153 Arbitres : Mārtiņš Kozlovskis Johnny Batista Blanca Burns |
| 2 juillet 2024 20h30 | Rapport | Youssef Khayat, 20 Youssef Khayat, 6 Omari Spellman, 4 Youssef Khayat, 19 | Points Rebonds Passes d. Évaluation | Santi Aldama, 17 Santi Aldama, 9 Lorenzo Brown, 9 Usman Garuba, 26 |  | Pavelló Municipal Font de Sant Lluís, Valence Affluence : 4 153 Arbitres : Mārtiņš Kozlovskis Johnny Batista Blanca Burns |

| 3 juillet 2024 20h30 | Rapport | Espagne                                                                   | 89–81                               | Angola                                                                     |  | Pavelló Municipal Font de Sant Lluís, Valence Affluence : 4 581 Arbitres : Jorge Vázquez Johnny Batista Yevgeniy Mikheyev |
| 3 juillet 2024 20h30 | Rapport | Score par quart-temps : 22-17, 24-26, 22-16, 21-22                        |                                     |                                                                            |  | Pavelló Municipal Font de Sant Lluís, Valence Affluence : 4 581 Arbitres : Jorge Vázquez Johnny Batista Yevgeniy Mikheyev |
| 3 juillet 2024 20h30 | Rapport | Score par mi-temps : 46-43, 43-38                                         |                                     |                                                                            |  | Pavelló Municipal Font de Sant Lluís, Valence Affluence : 4 581 Arbitres : Jorge Vázquez Johnny Batista Yevgeniy Mikheyev |
| 3 juillet 2024 20h30 | Rapport | Santi Aldama, 24 Willy Hernangómez, 10 Lorenzo Brown, 11 Santi Aldama, 30 | Points Rebonds Passes d. Évaluation | Jilson Bango, 15 Bruno Fernando, 12 Gerson Gonçalves, 5 Bruno Fernando, 22 |  | Pavelló Municipal Font de Sant Lluís, Valence Affluence : 4 581 Arbitres : Jorge Vázquez Johnny Batista Yevgeniy Mikheyev |

| 4 juillet 2024 17h30 | Rapport | Angola                                                                      | 70–74                               | Liban                                                                         |  | Pavelló Municipal Font de Sant Lluís, Valence Affluence : 805 Arbitres : Mārtiņš Kozlovskis Juan Fernández Boris Krejić |
| 4 juillet 2024 17h30 | Rapport | Score par quart-temps : 13-19, 11-16, 21-9, 25-30                           |                                     |                                                                               |  | Pavelló Municipal Font de Sant Lluís, Valence Affluence : 805 Arbitres : Mārtiņš Kozlovskis Juan Fernández Boris Krejić |
| 4 juillet 2024 17h30 | Rapport | Score par mi-temps : 24-35, 46-39                                           |                                     |                                                                               |  | Pavelló Municipal Font de Sant Lluís, Valence Affluence : 805 Arbitres : Mārtiņš Kozlovskis Juan Fernández Boris Krejić |
| 4 juillet 2024 17h30 | Rapport | Gerson Gonçalves, 13 Jilson Bango, 12 Bruno Fernando, 4 Bango, Fernando, 19 | Points Rebonds Passes d. Évaluation | Omari Spellman, 22 Omari Spellman, 13 Sergio El Darwich, 6 Omari Spellman, 28 |  | Pavelló Municipal Font de Sant Lluís, Valence Affluence : 805 Arbitres : Mārtiņš Kozlovskis Juan Fernández Boris Krejić |

### Groupe B
| Rang | Équipe   | Pts | J | G | P | Pp  | Pc  | Diff |
| ---- | -------- | --- | - | - | - | --- | --- | ---- |
| 1    | Bahamas  | 4   | 2 | 2 | 0 | 186 | 166 | 20   |
| 2    | Finlande | 3   | 2 | 1 | 1 | 174 | 184 | -10  |
| 3    | Pologne  | 2   | 2 | 0 | 2 | 169 | 179 | -10  |

Rencontres :
| 2 juillet 2024 17h30 | Rapport | Finlande                                                                     | 85–96                               | Bahamas                                                           |  | Pavelló Municipal Font de Sant Lluís, Valence Affluence : 2 731 Arbitres : Jorge Vazquez Boris Krejić Martin Vulić |
| 2 juillet 2024 17h30 | Rapport | Score par quart-temps : 26-27, 28-20, 13-26, 18-23                           |                                     |                                                                   |  | Pavelló Municipal Font de Sant Lluís, Valence Affluence : 2 731 Arbitres : Jorge Vazquez Boris Krejić Martin Vulić |
| 2 juillet 2024 17h30 | Rapport | Score par mi-temps : 54-47, 31-49                                            |                                     |                                                                   |  | Pavelló Municipal Font de Sant Lluís, Valence Affluence : 2 731 Arbitres : Jorge Vazquez Boris Krejić Martin Vulić |
| 2 juillet 2024 17h30 | Rapport | Jantunen, Maxhuni, 20 Mikael Jantunen, 8 Edon Maxhuni, 6 Mikael Jantunen, 24 | Points Rebonds Passes d. Évaluation | Buddy Hield, 24 Deandre Ayton, 9 Eric Gordon, 4 Deandre Ayton, 25 |  | Pavelló Municipal Font de Sant Lluís, Valence Affluence : 2 731 Arbitres : Jorge Vazquez Boris Krejić Martin Vulić |

| 3 juillet 2024 17h30 | Rapport | Bahamas                                                                | 90–81                               | Pologne                                                                                       |  | Pavelló Municipal Font de Sant Lluís, Valence Affluence : 2 574 Arbitres : Mārtiņš Kozlovskis Juan Fernández Blanca Burns |
| 3 juillet 2024 17h30 | Rapport | Score par quart-temps : 30-20, 20-18, 23-21, 17-22                     |                                     |                                                                                               |  | Pavelló Municipal Font de Sant Lluís, Valence Affluence : 2 574 Arbitres : Mārtiņš Kozlovskis Juan Fernández Blanca Burns |
| 3 juillet 2024 17h30 | Rapport | Score par mi-temps : 50-38, 40-43                                      |                                     |                                                                                               |  | Pavelló Municipal Font de Sant Lluís, Valence Affluence : 2 574 Arbitres : Mārtiņš Kozlovskis Juan Fernández Blanca Burns |
| 3 juillet 2024 17h30 | Rapport | V. J. Edgecombe, 21 Deandre Ayton, 9 Buddy Hield, 10 Deandre Ayton, 25 | Points Rebonds Passes d. Évaluation | Aleksander Balcerowski, 22 Jeremy Sochan, 10 Slaughter, Ponitka, 4 Aleksander Balcerowski, 24 |  | Pavelló Municipal Font de Sant Lluís, Valence Affluence : 2 574 Arbitres : Mārtiņš Kozlovskis Juan Fernández Blanca Burns |

| 4 juillet 2024 20h30 | Rapport | Pologne                                                                   | 88–89                               | Finlande                                                                      |  | Pavelló Municipal Font de Sant Lluís, Valence Affluence : 2 740 Arbitres : Jorge Vázquez Johnny Batista Martin Vulić |
| 4 juillet 2024 20h30 | Rapport | Score par quart-temps : 24-24, 23-14, 24-22, 17-29                        |                                     |                                                                               |  | Pavelló Municipal Font de Sant Lluís, Valence Affluence : 2 740 Arbitres : Jorge Vázquez Johnny Batista Martin Vulić |
| 4 juillet 2024 20h30 | Rapport | Score par mi-temps : 47-38, 41-51                                         |                                     |                                                                               |  | Pavelló Municipal Font de Sant Lluís, Valence Affluence : 2 740 Arbitres : Jorge Vázquez Johnny Batista Martin Vulić |
| 4 juillet 2024 20h30 | Rapport | A. J. Slaughter, 21 Jeremy Sochan, 8 Mateusz Ponitka, 7 Jeremy Sochan, 27 | Points Rebonds Passes d. Évaluation | Mikael Jantunen, 20 Olivier Nkamhoua, 7 Salin, Maxhuni, 6 Mikael Jantunen, 27 |  | Pavelló Municipal Font de Sant Lluís, Valence Affluence : 2 740 Arbitres : Jorge Vázquez Johnny Batista Martin Vulić |

### Tableau final
|  | Demi-finales             | Demi-finales             | Demi-finales             | Demi-finales             |         |         | Finale                   | Finale                   | Finale                   | Finale                   |
|  |                          |                          |                          |                          |         |         |                          |                          |                          |                          |
|  | 06 juillet 2024, Valence | 06 juillet 2024, Valence | 06 juillet 2024, Valence | 06 juillet 2024, Valence |         |         | 07 juillet 2024, Valence | 07 juillet 2024, Valence | 07 juillet 2024, Valence | 07 juillet 2024, Valence |
|  | A1                       | Espagne                  | 81                       | 81                       |         |         | 07 juillet 2024, Valence | 07 juillet 2024, Valence | 07 juillet 2024, Valence | 07 juillet 2024, Valence |
|  | A1                       | Espagne                  | 81                       | 81                       |         |         | 07 juillet 2024, Valence | 07 juillet 2024, Valence | 07 juillet 2024, Valence | 07 juillet 2024, Valence |
|  | B2                       | Finlande                 | 74                       | 74                       |         |         | 07 juillet 2024, Valence | 07 juillet 2024, Valence | 07 juillet 2024, Valence | 07 juillet 2024, Valence |
|  | B2                       | Finlande                 | 74                       | 74                       | Espagne | Espagne | 86                       | 86                       |                          |                          |
|  | 06 juillet 2024, Valence |                          |                          |                          | Espagne | Espagne | 86                       | 86                       |                          |                          |
|  |                          |                          | Bahamas                  | Bahamas                  | 78      | 78      |                          |                          |                          |                          |
|  | B1                       | Bahamas                  | Bahamas                  | Bahamas                  | 78      | 78      | 89                       | 89                       |                          |                          |
|  | B1                       | Bahamas                  |                          |                          |         |         |                          | 89                       |                          |                          |
|  | A2                       | Liban                    | 72                       | 72                       |         |         |                          |                          |                          |                          |
|  | A2                       | Liban                    | 72                       | 72                       |         |         |                          |                          |                          |                          |

Demi-finales :
| 6 juillet 2024 17h30 | Rapport | Bahamas                                                               | 89–72                               | Liban                                                                     |  | Pavelló Municipal Font de Sant Lluís, Valence Affluence : 2 199 Arbitres : Jorge Vázquez Juan Fernández Boris Krejić |
| 6 juillet 2024 17h30 | Rapport | Score par quart-temps : 31-16, 19-20, 13-18, 26-18                    |                                     |                                                                           |  | Pavelló Municipal Font de Sant Lluís, Valence Affluence : 2 199 Arbitres : Jorge Vázquez Juan Fernández Boris Krejić |
| 6 juillet 2024 17h30 | Rapport | Score par mi-temps : 50-36, 39-36                                     |                                     |                                                                           |  | Pavelló Municipal Font de Sant Lluís, Valence Affluence : 2 199 Arbitres : Jorge Vázquez Juan Fernández Boris Krejić |
| 6 juillet 2024 17h30 | Rapport | Deandre Ayton, 24 Deandre Ayton, 15 Buddy Hield, 10 Deandre Ayton, 36 | Points Rebonds Passes d. Évaluation | Sergio El Darwich, 22 Ali Mansour, 6 Ali Mansour, 7 Sergio El Darwich, 17 |  | Pavelló Municipal Font de Sant Lluís, Valence Affluence : 2 199 Arbitres : Jorge Vázquez Juan Fernández Boris Krejić |

| 6 juillet 2024 20h30 | Rapport | Finlande                                                                  | 74–81                               | Espagne                                                                      |  | Pavelló Municipal Font de Sant Lluís, Valence Affluence : 5 132 Arbitres : Mārtiņš Kozlovskis Johnny Batista Blanca Burns |
| 6 juillet 2024 20h30 | Rapport | Score par quart-temps : 20-17, 10-21, 29-18, 15-25                        |                                     |                                                                              |  | Pavelló Municipal Font de Sant Lluís, Valence Affluence : 5 132 Arbitres : Mārtiņš Kozlovskis Johnny Batista Blanca Burns |
| 6 juillet 2024 20h30 | Rapport | Score par mi-temps : 30-38, 44-43                                         |                                     |                                                                              |  | Pavelló Municipal Font de Sant Lluís, Valence Affluence : 5 132 Arbitres : Mārtiņš Kozlovskis Johnny Batista Blanca Burns |
| 6 juillet 2024 20h30 | Rapport | Andre Gustavson, 15 Mikael Jantunen, 9 Miro Little, 4 Mikael Jantunen, 21 | Points Rebonds Passes d. Évaluation | Willy Hernangómez, 28 Santi Aldama, 8 Lorenzo Brown, 7 Willy Hernangómez, 29 |  | Pavelló Municipal Font de Sant Lluís, Valence Affluence : 5 132 Arbitres : Mārtiņš Kozlovskis Johnny Batista Blanca Burns |

Finale :
| 7 juillet 2024 20h30 | Rapport | Espagne                                                                       | 86–78                               | Bahamas                                                                |  | Pavelló Municipal Font de Sant Lluís, Valence Affluence : 7 035 Arbitres : Mārtiņš Kozlovskis Johnny Batista Boris Krejic |
| 7 juillet 2024 20h30 | Rapport | Score par quart-temps : 17-17, 25-17, 23-22, 21-22                            |                                     |                                                                        |  | Pavelló Municipal Font de Sant Lluís, Valence Affluence : 7 035 Arbitres : Mārtiņš Kozlovskis Johnny Batista Boris Krejic |
| 7 juillet 2024 20h30 | Rapport | Score par mi-temps : 42-34, 44-44                                             |                                     |                                                                        |  | Pavelló Municipal Font de Sant Lluís, Valence Affluence : 7 035 Arbitres : Mārtiņš Kozlovskis Johnny Batista Boris Krejic |
| 7 juillet 2024 20h30 | Rapport | Lorenzo Brown, 18 Aldama, W. Hernangómez, 7 Alberto Díaz, 4 Trois joueurs, 19 | Points Rebonds Passes d. Évaluation | Buddy Hield, 19 Deandre Ayton, 14 V. J. Edgecombe, 5 Deandre Ayton, 26 |  | Pavelló Municipal Font de Sant Lluís, Valence Affluence : 7 035 Arbitres : Mārtiņš Kozlovskis Johnny Batista Boris Krejic |

## Tournoi de Riga

### Groupe A
| Rang | Équipe      | Pts | J | G | P | Pp  | Pc  | Diff |
| ---- | ----------- | --- | - | - | - | --- | --- | ---- |
| 1    | Lettonie    | 3   | 2 | 1 | 1 | 163 | 144 | 19   |
| 2    | Philippines | 3   | 2 | 1 | 1 | 183 | 176 | 7    |
| 3    | Géorgie     | 3   | 2 | 1 | 1 | 151 | 177 | -26  |

Rencontres :
| 2 juillet 2024 19h00 | Rapport | Géorgie                                                                     | 55–83                               | Lettonie                                                                     |  | Riga Arena, Riga Affluence : 8 955 Arbitres : Omar Bermúdez Wojciech Liszka Luis Castillo |
| 2 juillet 2024 19h00 | Rapport | Score par quart-temps : 13-17, 11-28, 17-13, 14-25                          |                                     |                                                                              |  | Riga Arena, Riga Affluence : 8 955 Arbitres : Omar Bermúdez Wojciech Liszka Luis Castillo |
| 2 juillet 2024 19h00 | Rapport | Score par mi-temps : 24-45, 31-38                                           |                                     |                                                                              |  | Riga Arena, Riga Affluence : 8 955 Arbitres : Omar Bermúdez Wojciech Liszka Luis Castillo |
| 2 juillet 2024 19h00 | Rapport | Sandro Mamukelashvili, 14 Goga Bitadze, 6 Trois joueurs, 2 Goga Bitadze, 16 | Points Rebonds Passes d. Évaluation | Artūrs Strautiņš, 18 Mejeris, Šmits, 7 Artūrs Žagars, 6 Artūrs Strautiņš, 23 |  | Riga Arena, Riga Affluence : 8 955 Arbitres : Omar Bermúdez Wojciech Liszka Luis Castillo |

| 3 juillet 2024 19h00 | Rapport | Lettonie                                                                      | 80–89                               | Philippines                                                |  | Riga Arena, Riga Affluence : 8 835 Arbitres : Ademir Zurapović Wojciech Liszka Kerem Baki |
| 3 juillet 2024 19h00 | Rapport | Score par quart-temps : 16-32, 22-22, 18-23, 24-12                            |                                     |                                                            |  | Riga Arena, Riga Affluence : 8 835 Arbitres : Ademir Zurapović Wojciech Liszka Kerem Baki |
| 3 juillet 2024 19h00 | Rapport | Score par mi-temps : 38-54, 42-35                                             |                                     |                                                            |  | Riga Arena, Riga Affluence : 8 835 Arbitres : Ademir Zurapović Wojciech Liszka Kerem Baki |
| 3 juillet 2024 19h00 | Rapport | Rodions Kurucs, 18 Rodions Kurucs, 7 Strēlnieks, Zoriks, 5 Rodions Kurucs, 22 | Points Rebonds Passes d. Évaluation | Justin Brownlee, 26 Justin Brownlee, 9 Justin Brownlee, 33 |  | Riga Arena, Riga Affluence : 8 835 Arbitres : Ademir Zurapović Wojciech Liszka Kerem Baki |

| 4 juillet 2024 15h30 | Rapport | Philippines                                                | 94–96                               | Géorgie                                                                               |  | Riga Arena, Riga Affluence : 531 Arbitres : Ademir Zurapović Omar Bermúdez Kerem Baki |
| 4 juillet 2024 15h30 | Rapport | Score par quart-temps : 17-28, 26-27, 31-19, 20-22         |                                     |                                                                                       |  | Riga Arena, Riga Affluence : 531 Arbitres : Ademir Zurapović Omar Bermúdez Kerem Baki |
| 4 juillet 2024 15h30 | Rapport | Score par mi-temps : 43-55, 51-41                          |                                     |                                                                                       |  | Riga Arena, Riga Affluence : 531 Arbitres : Ademir Zurapović Omar Bermúdez Kerem Baki |
| 4 juillet 2024 15h30 | Rapport | Justin Brownlee, 28 Justin Brownlee, 8 Justin Brownlee, 35 | Points Rebonds Passes d. Évaluation | Sandro Mamukelashvili, 26 Goga Bitadze, 11 Joe Thomasson, 8 Sandro Mamukelashvili, 35 |  | Riga Arena, Riga Affluence : 531 Arbitres : Ademir Zurapović Omar Bermúdez Kerem Baki |

### Groupe B
| Rang | Équipe     | Pts | J | G | P | Pp  | Pc  | Diff |
| ---- | ---------- | --- | - | - | - | --- | --- | ---- |
| 1    | Brésil     | 3   | 2 | 1 | 1 | 155 | 149 | 6    |
| 2    | Cameroun   | 3   | 2 | 1 | 1 | 143 | 144 | -1   |
| 3    | Monténégro | 3   | 2 | 1 | 1 | 142 | 147 | -5   |

Rencontres :
| 2 juillet 2024 15h30 | Rapport | Brésil                                                                  | 81–72                               | Monténégro                                                                   |  | Riga Arena, Riga Affluence : 1 022 Arbitres : Ademir Zurapović Takaki Kato Jenna Jordan Reneau |
| 2 juillet 2024 15h30 | Rapport | Score par quart-temps : 15-23, 21-19, 16-14, 29-16                      |                                     |                                                                              |  | Riga Arena, Riga Affluence : 1 022 Arbitres : Ademir Zurapović Takaki Kato Jenna Jordan Reneau |
| 2 juillet 2024 15h30 | Rapport | Score par mi-temps : 36-42, 45-30                                       |                                     |                                                                              |  | Riga Arena, Riga Affluence : 1 022 Arbitres : Ademir Zurapović Takaki Kato Jenna Jordan Reneau |
| 2 juillet 2024 15h30 | Rapport | Bruno Caboclo, 25 Bruno Caboclo, 9 Yago dos Santos, 5 Bruno Caboclo, 34 | Points Rebonds Passes d. Évaluation | Nikola Vučević, 17 Nikola Vučević, 13 Perry, Simonović, 3 Nikola Vučević, 19 |  | Riga Arena, Riga Affluence : 1 022 Arbitres : Ademir Zurapović Takaki Kato Jenna Jordan Reneau |

| 3 juillet 2024 15h30 | Rapport | Monténégro                                                                      | 70–66                               | Cameroun                                                                         |  | Riga Arena, Riga Affluence : 622 Arbitres : Luis Castillo Omar Bermúdez Wael Mostafa |
| 3 juillet 2024 15h30 | Rapport | Score par quart-temps : 16-13, 13-19, 20-10, 21-24                              |                                     |                                                                                  |  | Riga Arena, Riga Affluence : 622 Arbitres : Luis Castillo Omar Bermúdez Wael Mostafa |
| 3 juillet 2024 15h30 | Rapport | Score par mi-temps : 29-32, 41-34                                               |                                     |                                                                                  |  | Riga Arena, Riga Affluence : 622 Arbitres : Luis Castillo Omar Bermúdez Wael Mostafa |
| 3 juillet 2024 15h30 | Rapport | Marko Simonović, 18 Nikola Vučević, 14 Perry, Popović, 5 Simonović, Vučević, 21 | Points Rebonds Passes d. Évaluation | Ateba, Baheye, 14 Brice Eyaga Bidias, 6 Jeremiah Hill, 10 Brice Eyaga Bidias, 14 |  | Riga Arena, Riga Affluence : 622 Arbitres : Luis Castillo Omar Bermúdez Wael Mostafa |

| 4 juillet 2024 19h00 | Rapport | Cameroun                                             | 77–74                               | Brésil                                                                 |  | Riga Arena, Riga Affluence : 656 Arbitres : Takaki Kato Wojciech Liszka Jenna Jordan Reneau |
| 4 juillet 2024 19h00 | Rapport | Score par quart-temps : 29-27, 27-12, 12-16, 9-19    |                                     |                                                                        |  | Riga Arena, Riga Affluence : 656 Arbitres : Takaki Kato Wojciech Liszka Jenna Jordan Reneau |
| 4 juillet 2024 19h00 | Rapport | Score par mi-temps : 56-39, 21-35                    |                                     |                                                                        |  | Riga Arena, Riga Affluence : 656 Arbitres : Takaki Kato Wojciech Liszka Jenna Jordan Reneau |
| 4 juillet 2024 19h00 | Rapport | Jeremiah Hill, 22 Jeremiah Hill, 6 Jeremiah Hill, 22 | Points Rebonds Passes d. Évaluation | Léonardo Meindl, 19 Yago, Dias, 6 Yago, Huertas, 7 Léonardo Meindl, 18 |  | Riga Arena, Riga Affluence : 656 Arbitres : Takaki Kato Wojciech Liszka Jenna Jordan Reneau |

### Tableau final
|  | Demi-finales          | Demi-finales          | Demi-finales          | Demi-finales          |          |          | Finale                | Finale                | Finale                | Finale                |
|  |                       |                       |                       |                       |          |          |                       |                       |                       |                       |
|  | 06 juillet 2024, Riga | 06 juillet 2024, Riga | 06 juillet 2024, Riga | 06 juillet 2024, Riga |          |          | 07 juillet 2024, Riga | 07 juillet 2024, Riga | 07 juillet 2024, Riga | 07 juillet 2024, Riga |
|  | A1                    | Lettonie              | 72                    | 72                    |          |          | 07 juillet 2024, Riga | 07 juillet 2024, Riga | 07 juillet 2024, Riga | 07 juillet 2024, Riga |
|  | A1                    | Lettonie              | 72                    | 72                    |          |          | 07 juillet 2024, Riga | 07 juillet 2024, Riga | 07 juillet 2024, Riga | 07 juillet 2024, Riga |
|  | B2                    | Cameroun              | 59                    | 59                    |          |          | 07 juillet 2024, Riga | 07 juillet 2024, Riga | 07 juillet 2024, Riga | 07 juillet 2024, Riga |
|  | B2                    | Cameroun              | 59                    | 59                    | Lettonie | Lettonie | 69                    | 69                    |                       |                       |
|  | 06 juillet 2024, Riga |                       |                       |                       | Lettonie | Lettonie | 69                    | 69                    |                       |                       |
|  |                       |                       | Brésil                | Brésil                | 94       | 94       |                       |                       |                       |                       |
|  | B1                    | Brésil                | Brésil                | Brésil                | 94       | 94       | 71                    | 71                    |                       |                       |
|  | B1                    | Brésil                |                       |                       |          |          |                       | 71                    |                       |                       |
|  | A2                    | Philippines           | 60                    | 60                    |          |          |                       |                       |                       |                       |
|  | A2                    | Philippines           | 60                    | 60                    |          |          |                       |                       |                       |                       |

Demi-finales :
| 6 juillet 2024 15h30 | Rapport | Brésil                                                                      | 71–60                               | Philippines                                                                 |  | Riga Arena, Riga Affluence : 837 Arbitres : Omar Bermúdez Wojciech Liszka Kerem Baki |
| 6 juillet 2024 15h30 | Rapport | Score par quart-temps : 12-22, 15-11, 24-6, 20-21                           |                                     |                                                                             |  | Riga Arena, Riga Affluence : 837 Arbitres : Omar Bermúdez Wojciech Liszka Kerem Baki |
| 6 juillet 2024 15h30 | Rapport | Score par mi-temps : 27-33, 44-27                                           |                                     |                                                                             |  | Riga Arena, Riga Affluence : 837 Arbitres : Omar Bermúdez Wojciech Liszka Kerem Baki |
| 6 juillet 2024 15h30 | Rapport | Bruno Caboclo, 15 Bruno Caboclo, 11 Marcelinho Huertas, 7 Bruno Caboclo, 24 | Points Rebonds Passes d. Évaluation | Justin Brownlee, 15 June Mar Fajardo, 10 Dwight Ramos, 3 Fajardo, Perez, 14 |  | Riga Arena, Riga Affluence : 837 Arbitres : Omar Bermúdez Wojciech Liszka Kerem Baki |

| 6 juillet 2024 19h00 | Rapport | Cameroun                                                                 | 59–72                               | Lettonie                                                                  |  | Riga Arena, Riga Affluence : 9 329 Arbitres : Ademir Zurapović Luis Castillo Takaki Kato |
| 6 juillet 2024 19h00 | Rapport | Score par quart-temps : 19-23, 16-15, 15-15, 9-19                        |                                     |                                                                           |  | Riga Arena, Riga Affluence : 9 329 Arbitres : Ademir Zurapović Luis Castillo Takaki Kato |
| 6 juillet 2024 19h00 | Rapport | Score par mi-temps : 35-38, 24-34                                        |                                     |                                                                           |  | Riga Arena, Riga Affluence : 9 329 Arbitres : Ademir Zurapović Luis Castillo Takaki Kato |
| 6 juillet 2024 19h00 | Rapport | Williams Narace, 14 Choh, Bayehe, 7 Jeremiah Hill, 3 Williams Narace, 17 | Points Rebonds Passes d. Évaluation | Rihards Lomažs, 20 Mareks Mejeris, 10 Artūrs Žagars, 5 Rihards Lomažs, 24 |  | Riga Arena, Riga Affluence : 9 329 Arbitres : Ademir Zurapović Luis Castillo Takaki Kato |

Finale :
| 7 juillet 2024 19h00 | Rapport | Lettonie                                                                | 69–94                               | Brésil                                                                         |  | Riga Arena, Riga Affluence : 9 340 Arbitres : Omar Bermúdez Wojciech Liszka Luis Castillo |
| 7 juillet 2024 19h00 | Rapport | Score par quart-temps : 11-34, 22-15, 13-23, 23-22                      |                                     |                                                                                |  | Riga Arena, Riga Affluence : 9 340 Arbitres : Omar Bermúdez Wojciech Liszka Luis Castillo |
| 7 juillet 2024 19h00 | Rapport | Score par mi-temps : 33-49, 36-45                                       |                                     |                                                                                |  | Riga Arena, Riga Affluence : 9 340 Arbitres : Omar Bermúdez Wojciech Liszka Luis Castillo |
| 7 juillet 2024 19h00 | Rapport | Rihards Lomažs, 15 Mareks Mejeris, 6 Artūrs Žagars, 4 Artūrs Žagars, 16 | Points Rebonds Passes d. Évaluation | Bruno Caboclo, 21 Léonardo Meindl, 7 Marcelinho Huertas, 7 Meindl, Caboclo, 23 |  | Riga Arena, Riga Affluence : 9 340 Arbitres : Omar Bermúdez Wojciech Liszka Luis Castillo |

## Tournoi du Pirée

### Groupe A
| Rang | Équipe           | Pts | J | G | P | Pp  | Pc  | Diff |
| ---- | ---------------- | --- | - | - | - | --- | --- | ---- |
| 1    | Croatie          | 3   | 2 | 1 | 1 | 194 | 182 | 12   |
| 2    | Slovénie         | 3   | 2 | 1 | 1 | 196 | 186 | 10   |
| 3    | Nouvelle-Zélande | 3   | 2 | 1 | 1 | 168 | 190 | -22  |

Rencontres :
| 2 juillet 2024 21h00 | Rapport | Slovénie                                                        | 92–108                              | Croatie                                                             |  | Stade de la Paix et de l'Amitié, Le Pirée Affluence : 4 109 Arbitres : Luis Vázquez Gatis Saliņš Daniel García |
| 2 juillet 2024 21h00 | Rapport | Score par quart-temps : 16-31, 25-23, 27-39, 24-15              |                                     |                                                                     |  | Stade de la Paix et de l'Amitié, Le Pirée Affluence : 4 109 Arbitres : Luis Vázquez Gatis Saliņš Daniel García |
| 2 juillet 2024 21h00 | Rapport | Score par mi-temps : 41-54, 51-54                               |                                     |                                                                     |  | Stade de la Paix et de l'Amitié, Le Pirée Affluence : 4 109 Arbitres : Luis Vázquez Gatis Saliņš Daniel García |
| 2 juillet 2024 21h00 | Rapport | Luka Dončić, 26 Luka Dončić, 11 Luka Dončić, 10 Luka Dončić, 29 | Points Rebonds Passes d. Évaluation | Goran Filipović, 21 Dario Šarić, 10 Dario Šarić, 10 Ivica Zubac, 29 |  | Stade de la Paix et de l'Amitié, Le Pirée Affluence : 4 109 Arbitres : Luis Vázquez Gatis Saliņš Daniel García |

| 3 juillet 2024 17h30 | Rapport | Croatie                                                          | 86–90                               | Nouvelle-Zélande                                              |  | Stade de la Paix et de l'Amitié, Le Pirée Affluence : 396 Arbitres : Manuel Mazzoni Julio Anaya Ahmed Ali Yasee Al-Shuwaili |
| 3 juillet 2024 17h30 | Rapport | Score par quart-temps : 29-28, 31-27, 19-19, 7-16                |                                     |                                                               |  | Stade de la Paix et de l'Amitié, Le Pirée Affluence : 396 Arbitres : Manuel Mazzoni Julio Anaya Ahmed Ali Yasee Al-Shuwaili |
| 3 juillet 2024 17h30 | Rapport | Score par mi-temps : 60-55, 26-35                                |                                     |                                                               |  | Stade de la Paix et de l'Amitié, Le Pirée Affluence : 396 Arbitres : Manuel Mazzoni Julio Anaya Ahmed Ali Yasee Al-Shuwaili |
| 3 juillet 2024 17h30 | Rapport | Ivica Zubac, 29 Ivica Zubac, 16 Mario Hezonja, 6 Ivica Zubac, 43 | Points Rebonds Passes d. Évaluation | Corey Webster, 21 Finn Delany, 9 Shea Ili, 4 Webster, Ili, 18 |  | Stade de la Paix et de l'Amitié, Le Pirée Affluence : 396 Arbitres : Manuel Mazzoni Julio Anaya Ahmed Ali Yasee Al-Shuwaili |

| 4 juillet 2024 17h30 | Rapport | Nouvelle-Zélande                                   | 78–104                              | Slovénie                                                      |  | Stade de la Paix et de l'Amitié, Le Pirée Affluence : 1 885 Arbitres : Roberto Vázquez Julio Anaya Amy Bonner |
| 4 juillet 2024 17h30 | Rapport | Score par quart-temps : 9-27, 30-19, 18-31, 21-27  |                                     |                                                               |  | Stade de la Paix et de l'Amitié, Le Pirée Affluence : 1 885 Arbitres : Roberto Vázquez Julio Anaya Amy Bonner |
| 4 juillet 2024 17h30 | Rapport | Score par mi-temps : 39-46, 39-58                  |                                     |                                                               |  | Stade de la Paix et de l'Amitié, Le Pirée Affluence : 1 885 Arbitres : Roberto Vázquez Julio Anaya Amy Bonner |
| 4 juillet 2024 17h30 | Rapport | Shea Ili, 28 Shea Ili, 10 Shea Ili, 4 Shea Ili, 34 | Points Rebonds Passes d. Évaluation | Luka Dončić, 36 Josh Nebo, 12 Luka Dončić, 10 Luka Dončić, 37 |  | Stade de la Paix et de l'Amitié, Le Pirée Affluence : 1 885 Arbitres : Roberto Vázquez Julio Anaya Amy Bonner |

### Groupe B
| Rang | Équipe                 | Pts | J | G | P | Pp  | Pc  | Diff |
| ---- | ---------------------- | --- | - | - | - | --- | --- | ---- |
| 1    | Grèce                  | 4   | 2 | 2 | 0 | 202 | 153 | 49   |
| 2    | République dominicaine | 3   | 2 | 1 | 1 | 172 | 186 | -14  |
| 3    | Égypte                 | 2   | 2 | 0 | 2 | 148 | 183 | -35  |

Rencontres :
| 2 juillet 2024 17h30 | Rapport | Égypte                                                               | 77–90                               | République dominicaine                                          |  | Stade de la Paix et de l'Amitié, Le Pirée Affluence : 493 Arbitres : Julio Anaya Manuel Mazzoni Scott Beker |
| 2 juillet 2024 17h30 | Rapport | Score par quart-temps : 22-16, 9-27, 17-25, 29-22                    |                                     |                                                                 |  | Stade de la Paix et de l'Amitié, Le Pirée Affluence : 493 Arbitres : Julio Anaya Manuel Mazzoni Scott Beker |
| 2 juillet 2024 17h30 | Rapport | Score par mi-temps : 31-43, 46-47                                    |                                     |                                                                 |  | Stade de la Paix et de l'Amitié, Le Pirée Affluence : 493 Arbitres : Julio Anaya Manuel Mazzoni Scott Beker |
| 2 juillet 2024 17h30 | Rapport | Ahmed Metwaly, 24 El-Sheikh, Oraby, 4 Amr Gendy, 4 Ahmed Metwaly, 24 | Points Rebonds Passes d. Évaluation | Jean Montero, 17 Angel Nunez, 9 Andrés Feliz, 5 Angel Nunez, 20 |  | Stade de la Paix et de l'Amitié, Le Pirée Affluence : 493 Arbitres : Julio Anaya Manuel Mazzoni Scott Beker |

| 3 juillet 2024 21h00 | Rapport | République dominicaine                                               | 82–109                              | Grèce                                                                                          |  | Stade de la Paix et de l'Amitié, Le Pirée Affluence : 11 648 Arbitres : Luis Vázquez Gatis Saliņš Amy Bonner |
| 3 juillet 2024 21h00 | Rapport | Score par quart-temps : 15-25, 26-31, 24-24, 17-29                   |                                     |                                                                                                |  | Stade de la Paix et de l'Amitié, Le Pirée Affluence : 11 648 Arbitres : Luis Vázquez Gatis Saliņš Amy Bonner |
| 3 juillet 2024 21h00 | Rapport | Score par mi-temps : 41-56, 41-53                                    |                                     |                                                                                                |  | Stade de la Paix et de l'Amitié, Le Pirée Affluence : 11 648 Arbitres : Luis Vázquez Gatis Saliņš Amy Bonner |
| 3 juillet 2024 21h00 | Rapport | Chris Duarte, 26 Montero, Santos, 5 Jean Montero, 5 Chris Duarte, 26 | Points Rebonds Passes d. Évaluation | Giánnis Antetokoúnmpo, 32 Konstantinos Mitoglou, 6 Nick Calathes, 11 Giánnis Antetokoúnmpo, 34 |  | Stade de la Paix et de l'Amitié, Le Pirée Affluence : 11 648 Arbitres : Luis Vázquez Gatis Saliņš Amy Bonner |

| 4 juillet 2024 21h00 | Rapport | Grèce                                                                                   | 93–71                               | Égypte                                                                     |  | Stade de la Paix et de l'Amitié, Le Pirée Affluence : 11 216 Arbitres : Manuel Mazzoni Daniel García Scott Beker |
| 4 juillet 2024 21h00 | Rapport | Score par quart-temps : 20-12, 22-26, 26-14, 25-19                                      |                                     |                                                                            |  | Stade de la Paix et de l'Amitié, Le Pirée Affluence : 11 216 Arbitres : Manuel Mazzoni Daniel García Scott Beker |
| 4 juillet 2024 21h00 | Rapport | Score par mi-temps : 42-38, 51-33                                                       |                                     |                                                                            |  | Stade de la Paix et de l'Amitié, Le Pirée Affluence : 11 216 Arbitres : Manuel Mazzoni Daniel García Scott Beker |
| 4 juillet 2024 21h00 | Rapport | Papayiánnis, Mitoglou, 16 Mitoglou, Calathes, 5 Thomas Walkup, 7 Yórgos Papayiánnis, 19 | Points Rebonds Passes d. Évaluation | Ahmed Metwaly, 22 Khaled Abdelgawad, 6 Youssef Refaat, 4 Ahmed Metwaly, 16 |  | Stade de la Paix et de l'Amitié, Le Pirée Affluence : 11 216 Arbitres : Manuel Mazzoni Daniel García Scott Beker |

### Tableau final
|  | Demi-finales              | Demi-finales              | Demi-finales              | Demi-finales              |         |         | Finale                    | Finale                    | Finale                    | Finale                    |
|  |                           |                           |                           |                           |         |         |                           |                           |                           |                           |
|  | 06 juillet 2024, Le Pirée | 06 juillet 2024, Le Pirée | 06 juillet 2024, Le Pirée | 06 juillet 2024, Le Pirée |         |         | 07 juillet 2024, Le Pirée | 07 juillet 2024, Le Pirée | 07 juillet 2024, Le Pirée | 07 juillet 2024, Le Pirée |
|  | A1                        | Croatie                   | 80                        | 80                        |         |         | 07 juillet 2024, Le Pirée | 07 juillet 2024, Le Pirée | 07 juillet 2024, Le Pirée | 07 juillet 2024, Le Pirée |
|  | A1                        | Croatie                   | 80                        | 80                        |         |         | 07 juillet 2024, Le Pirée | 07 juillet 2024, Le Pirée | 07 juillet 2024, Le Pirée | 07 juillet 2024, Le Pirée |
|  | B2                        | République dominicaine    | 77                        | 77                        |         |         | 07 juillet 2024, Le Pirée | 07 juillet 2024, Le Pirée | 07 juillet 2024, Le Pirée | 07 juillet 2024, Le Pirée |
|  | B2                        | République dominicaine    | 77                        | 77                        | Croatie | Croatie | 69                        | 69                        |                           |                           |
|  | 06 juillet 2024, Le Pirée |                           |                           |                           | Croatie | Croatie | 69                        | 69                        |                           |                           |
|  |                           |                           | Grèce                     | Grèce                     | 80      | 80      |                           |                           |                           |                           |
|  | B1                        | Grèce                     | Grèce                     | Grèce                     | 80      | 80      | 96                        | 96                        |                           |                           |
|  | B1                        | Grèce                     |                           |                           |         |         |                           | 96                        |                           |                           |
|  | A2                        | Slovénie                  | 68                        | 68                        |         |         |                           |                           |                           |                           |
|  | A2                        | Slovénie                  | 68                        | 68                        |         |         |                           |                           |                           |                           |

Demi-finales :
| 6 juillet 2024 17h30 | Rapport | Grèce                                                                        | 96–68                               | Slovénie                                                     |  | Stade de la Paix et de l'Amitié, Le Pirée Affluence : 11 998 Arbitres : Luis Vázquez Gatis Saliņš Amy Bonner |
| 6 juillet 2024 17h30 | Rapport | Score par quart-temps : 32-14, 15-19, 19-17, 30-18                           |                                     |                                                              |  | Stade de la Paix et de l'Amitié, Le Pirée Affluence : 11 998 Arbitres : Luis Vázquez Gatis Saliņš Amy Bonner |
| 6 juillet 2024 17h30 | Rapport | Score par mi-temps : 47-33, 49-35                                            |                                     |                                                              |  | Stade de la Paix et de l'Amitié, Le Pirée Affluence : 11 998 Arbitres : Luis Vázquez Gatis Saliņš Amy Bonner |
| 6 juillet 2024 17h30 | Rapport | Thomas Walkup, 19 Yórgos Papayiánnis, 10 Nick Calathes, 11 Thomas Walkup, 21 | Points Rebonds Passes d. Évaluation | Luka Dončić, 21 Dončić, Nebo, 7 Luka Dončić, 5 Josh Nebo, 22 |  | Stade de la Paix et de l'Amitié, Le Pirée Affluence : 11 998 Arbitres : Luis Vázquez Gatis Saliņš Amy Bonner |

| 6 juillet 2024 21h00 | Rapport | République dominicaine                                                    | 77–80                               | Croatie                                                         |  | Stade de la Paix et de l'Amitié, Le Pirée Affluence : 1 907 Arbitres : Julio Anaya Manuel Mazzoni Ahmed Al-Shuwaili |
| 6 juillet 2024 21h00 | Rapport | Score par quart-temps : 15-16, 17-21, 21-16, 24-27                        |                                     |                                                                 |  | Stade de la Paix et de l'Amitié, Le Pirée Affluence : 1 907 Arbitres : Julio Anaya Manuel Mazzoni Ahmed Al-Shuwaili |
| 6 juillet 2024 21h00 | Rapport | Score par mi-temps : 32-37, 45-43                                         |                                     |                                                                 |  | Stade de la Paix et de l'Amitié, Le Pirée Affluence : 1 907 Arbitres : Julio Anaya Manuel Mazzoni Ahmed Al-Shuwaili |
| 6 juillet 2024 21h00 | Rapport | Chris Duarte, 17 Montero, Santos, 5 Duarte, Montero, 4 Duarte, Vargas, 15 | Points Rebonds Passes d. Évaluation | Ivica Zubac, 25 Ivica Zubac, 9 Mario Hezonja, 4 Ivica Zubac, 37 |  | Stade de la Paix et de l'Amitié, Le Pirée Affluence : 1 907 Arbitres : Julio Anaya Manuel Mazzoni Ahmed Al-Shuwaili |

Finale :
| 7 juillet 2024 21h00 | Rapport | Croatie                                                          | 69–80                               | Grèce                                                                                          |  | Stade de la Paix et de l'Amitié, Le Pirée Affluence : 11 810 Arbitres : Roberto Vázquez Gatis Saliņš Julio Anaya |
| 7 juillet 2024 21h00 | Rapport | Score par quart-temps : 22-22, 17-23, 14-21, 16-14               |                                     |                                                                                                |  | Stade de la Paix et de l'Amitié, Le Pirée Affluence : 11 810 Arbitres : Roberto Vázquez Gatis Saliņš Julio Anaya |
| 7 juillet 2024 21h00 | Rapport | Score par mi-temps : 39-45, 30-35                                |                                     |                                                                                                |  | Stade de la Paix et de l'Amitié, Le Pirée Affluence : 11 810 Arbitres : Roberto Vázquez Gatis Saliņš Julio Anaya |
| 7 juillet 2024 21h00 | Rapport | Ivica Zubac, 19 Ivica Zubac, 13 Jaleen Smith, 7 Zubac, Šarić, 23 | Points Rebonds Passes d. Évaluation | Giánnis Antetokoúnmpo, 23 Giánnis Antetokoúnmpo, 8 Nick Calathes, 11 Giánnis Antetokoúnmpo, 23 |  | Stade de la Paix et de l'Amitié, Le Pirée Affluence : 11 810 Arbitres : Roberto Vázquez Gatis Saliņš Julio Anaya |

## Tournoi de San Juan

### Groupe A
| Rang | Équipe        | Pts | J | G | P | Pp  | Pc  | Diff |
| ---- | ------------- | --- | - | - | - | --- | --- | ---- |
| 1    | Lituanie      | 4   | 2 | 2 | 0 | 193 | 177 | 16   |
| 2    | Mexique       | 3   | 2 | 1 | 1 | 176 | 177 | -1   |
| 3    | Côte d'Ivoire | 2   | 2 | 0 | 2 | 174 | 189 | -15  |

Rencontres :
| 2 juillet 2024 20h30 | Rapport | Mexique                                                             | 84–96                               | Lituanie                                                                         |  | Coliseo José Miguel Agrelot, San Juan Affluence : 2 485 Arbitres : Antonio Conde Andrés Bartel Kristian Páez |
| 2 juillet 2024 20h30 | Rapport | Score par quart-temps : 26-29, 18-20, 17-34, 23-13                  |                                     |                                                                                  |  | Coliseo José Miguel Agrelot, San Juan Affluence : 2 485 Arbitres : Antonio Conde Andrés Bartel Kristian Páez |
| 2 juillet 2024 20h30 | Rapport | Score par mi-temps : 44-49, 40-47                                   |                                     |                                                                                  |  | Coliseo José Miguel Agrelot, San Juan Affluence : 2 485 Arbitres : Antonio Conde Andrés Bartel Kristian Páez |
| 2 juillet 2024 20h30 | Rapport | Joshua Ibarra, 18 Girón, Ibarra, 6 Paul Stoll, 12 Joshua Ibarra, 20 | Points Rebonds Passes d. Évaluation | Marius Grigonis, 21 Domantas Sabonis, 11 Rokas Jokubaitis, 6 Marius Grigonis, 19 |  | Coliseo José Miguel Agrelot, San Juan Affluence : 2 485 Arbitres : Antonio Conde Andrés Bartel Kristian Páez |

| 3 juillet 2024 17h30 | Rapport | Lituanie                                                                         | 97–93                               | Côte d'Ivoire                                                               |  | Coliseo José Miguel Agrelot, San Juan Affluence : 3 227 Arbitres : Yohan Rosso Rabah Noujaim James Boyer |
| 3 juillet 2024 17h30 | Rapport | Score par quart-temps : 24-18, 23-24, 18-30, 32-21                               |                                     |                                                                             |  | Coliseo José Miguel Agrelot, San Juan Affluence : 3 227 Arbitres : Yohan Rosso Rabah Noujaim James Boyer |
| 3 juillet 2024 17h30 | Rapport | Score par mi-temps : 47-42, 50-51                                                |                                     |                                                                             |  | Coliseo José Miguel Agrelot, San Juan Affluence : 3 227 Arbitres : Yohan Rosso Rabah Noujaim James Boyer |
| 3 juillet 2024 17h30 | Rapport | Domantas Sabonis, 22 Domantas Sabonis, 9 Marius Grigonis, 7 Domantas Sabonis, 24 | Points Rebonds Passes d. Évaluation | Deon Thompson, 18 Kouadio, Moularé, 5 Assemian Moularé, 7 Deon Thompson, 17 |  | Coliseo José Miguel Agrelot, San Juan Affluence : 3 227 Arbitres : Yohan Rosso Rabah Noujaim James Boyer |

| 4 juillet 2024 17h30 | Rapport | Côte d'Ivoire                                                                    | 81–92                               | Mexique                                                        |  | Coliseo José Miguel Agrelot, San Juan Affluence : 3 758 Arbitres : Antonio Conde Kristian Páez Péter Praksch |
| 4 juillet 2024 17h30 | Rapport | Score par quart-temps : 25-22, 21-22, 23-24, 12-24                               |                                     |                                                                |  | Coliseo José Miguel Agrelot, San Juan Affluence : 3 758 Arbitres : Antonio Conde Kristian Páez Péter Praksch |
| 4 juillet 2024 17h30 | Rapport | Score par mi-temps : 46-44, 35-48                                                |                                     |                                                                |  | Coliseo José Miguel Agrelot, San Juan Affluence : 3 758 Arbitres : Antonio Conde Kristian Páez Péter Praksch |
| 4 juillet 2024 17h30 | Rapport | Fofana, Zouzoua, 16 Fofana, Thompson, 8 Souleymane Diabate, 6 Vafessa Fofana, 27 | Points Rebonds Passes d. Évaluation | Paul Stoll, 23 Fabián Jaimes, 12 Paul Stoll, 11 Paul Stoll, 30 |  | Coliseo José Miguel Agrelot, San Juan Affluence : 3 758 Arbitres : Antonio Conde Kristian Páez Péter Praksch |

### Groupe B
| Rang | Équipe     | Pts | J | G | P | Pp  | Pc  | Diff |
| ---- | ---------- | --- | - | - | - | --- | --- | ---- |
| 1    | Porto Rico | 4   | 2 | 2 | 0 | 179 | 125 | 54   |
| 2    | Italie     | 3   | 2 | 1 | 1 | 183 | 133 | 50   |
| 3    | Bahreïn    | 2   | 2 | 0 | 2 | 109 | 213 | -104 |

Rencontres :
| 2 juillet 2024 17h30 | Rapport | Italie                                                                    | 114–53                              | Bahreïn                                                                     |  | Coliseo José Miguel Agrelot, San Juan Affluence : 1 560 Arbitres : Yohan Rosso Carlos Peralta Rabah Noujaim |
| 2 juillet 2024 17h30 | Rapport | Score par quart-temps : 19-9, 28-16, 29-17, 38-11                         |                                     |                                                                             |  | Coliseo José Miguel Agrelot, San Juan Affluence : 1 560 Arbitres : Yohan Rosso Carlos Peralta Rabah Noujaim |
| 2 juillet 2024 17h30 | Rapport | Score par mi-temps : 47-25, 67-28                                         |                                     |                                                                             |  | Coliseo José Miguel Agrelot, San Juan Affluence : 1 560 Arbitres : Yohan Rosso Carlos Peralta Rabah Noujaim |
| 2 juillet 2024 17h30 | Rapport | Gallinari, Melli, 14 Achille Polonara, 8 Marco Spissu, 7 Nicolò Melli, 23 | Points Rebonds Passes d. Évaluation | Ahmed Haji, 12 Trois joueurs, 3 M. Hamoda, Z. Hamoda, 3 Mohammed Hamoda, 12 |  | Coliseo José Miguel Agrelot, San Juan Affluence : 1 560 Arbitres : Yohan Rosso Carlos Peralta Rabah Noujaim |

| 3 juillet 2024 20h30 | Rapport | Bahreïn                                                          | 56–99                               | Porto Rico                                                                       |  | Coliseo José Miguel Agrelot, San Juan Affluence : 10 043 Arbitres : Antonio Conde Andrés Bartel Péter Praksch |
| 3 juillet 2024 20h30 | Rapport | Score par quart-temps : 4-19, 15-20, 23-31, 14-29                |                                     |                                                                                  |  | Coliseo José Miguel Agrelot, San Juan Affluence : 10 043 Arbitres : Antonio Conde Andrés Bartel Péter Praksch |
| 3 juillet 2024 20h30 | Rapport | Score par mi-temps : 19-39, 37-60                                |                                     |                                                                                  |  | Coliseo José Miguel Agrelot, San Juan Affluence : 10 043 Arbitres : Antonio Conde Andrés Bartel Péter Praksch |
| 3 juillet 2024 20h30 | Rapport | Zee Hamoda, 15 Wayne Chism, 7 Haji, Melad, 3 Haji, Z. Hamoda, 10 | Points Rebonds Passes d. Évaluation | Stephen Thompson Jr., 20 Arnaldo Toro, 12 Jose Alvarado, 6 George Conditt IV, 22 |  | Coliseo José Miguel Agrelot, San Juan Affluence : 10 043 Arbitres : Antonio Conde Andrés Bartel Péter Praksch |

| 4 juillet 2024 20h30 | Rapport | Porto Rico                                                                  | 80–69                               | Italie                                                                     |  | Coliseo José Miguel Agrelot, San Juan Affluence : 12 519 Arbitres : Yohan Rosso Andrés Bartel Carlos Peralta |
| 4 juillet 2024 20h30 | Rapport | Score par quart-temps : 15-14, 20-26, 22-17, 23-22                          |                                     |                                                                            |  | Coliseo José Miguel Agrelot, San Juan Affluence : 12 519 Arbitres : Yohan Rosso Andrés Bartel Carlos Peralta |
| 4 juillet 2024 20h30 | Rapport | Score par mi-temps : 35-40, 45-29                                           |                                     |                                                                            |  | Coliseo José Miguel Agrelot, San Juan Affluence : 12 519 Arbitres : Yohan Rosso Andrés Bartel Carlos Peralta |
| 4 juillet 2024 20h30 | Rapport | Jose Alvarado, 29 Christopher Ortiz, 8 Tremont Waters, 12 Jose Alvarado, 27 | Points Rebonds Passes d. Évaluation | Danilo Gallinari, 14 Nicolò Melli, 11 Marco Spissu, 5 Danilo Gallinari, 16 |  | Coliseo José Miguel Agrelot, San Juan Affluence : 12 519 Arbitres : Yohan Rosso Andrés Bartel Carlos Peralta |

### Tableau final
|  | Demi-finales              | Demi-finales              | Demi-finales              | Demi-finales              |          |          | Finale                    | Finale                    | Finale                    | Finale                    |
|  |                           |                           |                           |                           |          |          |                           |                           |                           |                           |
|  | 06 juillet 2024, San Juan | 06 juillet 2024, San Juan | 06 juillet 2024, San Juan | 06 juillet 2024, San Juan |          |          | 07 juillet 2024, San Juan | 07 juillet 2024, San Juan | 07 juillet 2024, San Juan | 07 juillet 2024, San Juan |
|  | A1                        | Lituanie                  | 88                        | 88                        |          |          | 07 juillet 2024, San Juan | 07 juillet 2024, San Juan | 07 juillet 2024, San Juan | 07 juillet 2024, San Juan |
|  | A1                        | Lituanie                  | 88                        | 88                        |          |          | 07 juillet 2024, San Juan | 07 juillet 2024, San Juan | 07 juillet 2024, San Juan | 07 juillet 2024, San Juan |
|  | B2                        | Italie                    | 64                        | 64                        |          |          | 07 juillet 2024, San Juan | 07 juillet 2024, San Juan | 07 juillet 2024, San Juan | 07 juillet 2024, San Juan |
|  | B2                        | Italie                    | 64                        | 64                        | Lituanie | Lituanie | 68                        | 68                        |                           |                           |
|  | 06 juillet 2024, San Juan |                           |                           |                           | Lituanie | Lituanie | 68                        | 68                        |                           |                           |
|  |                           |                           | Porto Rico                | Porto Rico                | 79       | 79       |                           |                           |                           |                           |
|  | B1                        | Porto Rico                | Porto Rico                | Porto Rico                | 79       | 79       | 98                        | 98                        |                           |                           |
|  | B1                        | Porto Rico                |                           |                           |          |          |                           | 98                        |                           |                           |
|  | A2                        | Mexique                   | 78                        | 78                        |          |          |                           |                           |                           |                           |
|  | A2                        | Mexique                   | 78                        | 78                        |          |          |                           |                           |                           |                           |

Demi-finales :
| 6 juillet 2024 16h00 | Rapport | Italie                                                                     | 64–88                               | Lituanie                                                                                    |  | Coliseo José Miguel Agrelot, San Juan Affluence : 4 766 Arbitres : Antonio Conde Péter Praksch James Boyer |
| 6 juillet 2024 16h00 | Rapport | Score par quart-temps : 21-25, 17-22, 15-21, 11-20                         |                                     |                                                                                             |  | Coliseo José Miguel Agrelot, San Juan Affluence : 4 766 Arbitres : Antonio Conde Péter Praksch James Boyer |
| 6 juillet 2024 16h00 | Rapport | Score par mi-temps : 38-47, 26-41                                          |                                     |                                                                                             |  | Coliseo José Miguel Agrelot, San Juan Affluence : 4 766 Arbitres : Antonio Conde Péter Praksch James Boyer |
| 6 juillet 2024 16h00 | Rapport | Danilo Gallinari, 15 Nicolò Melli, 4 Stefano Tonut, 7 Danilo Gallinari, 15 | Points Rebonds Passes d. Évaluation | Marius Grigonis, 23 Sabonis, Butkevičius, 8 Sabonis, Jokubaitis, 4 Grigonis, Kuzminskas, 21 |  | Coliseo José Miguel Agrelot, San Juan Affluence : 4 766 Arbitres : Antonio Conde Péter Praksch James Boyer |

| 6 juillet 2024 19h00 | Rapport | Porto Rico                                                               | 98–78                               | Mexique                                                             |  | Coliseo José Miguel Agrelot, San Juan Affluence : 12 730 Arbitres : Yohan Rosso Andrés Bartel Carlos Peralta |
| 6 juillet 2024 19h00 | Rapport | Score par quart-temps : 20-28, 27-14, 30-20, 21-19                       |                                     |                                                                     |  | Coliseo José Miguel Agrelot, San Juan Affluence : 12 730 Arbitres : Yohan Rosso Andrés Bartel Carlos Peralta |
| 6 juillet 2024 19h00 | Rapport | Score par mi-temps : 47-42, 51-39                                        |                                     |                                                                     |  | Coliseo José Miguel Agrelot, San Juan Affluence : 12 730 Arbitres : Yohan Rosso Andrés Bartel Carlos Peralta |
| 6 juillet 2024 19h00 | Rapport | Tremont Waters, 24 Arnaldo Toro, 12 Tremont Waters, 4 Tremont Waters, 26 | Points Rebonds Passes d. Évaluation | Fabián Jaimes, 23 Fabián Jaimes, 13 Paul Stoll, 8 Fabián Jaimes, 31 |  | Coliseo José Miguel Agrelot, San Juan Affluence : 12 730 Arbitres : Yohan Rosso Andrés Bartel Carlos Peralta |

Finale :
| 7 juillet 2024 18h00 |                                                                                  | Lituanie                            | 68–79                                                                       | Porto Rico |  | Coliseo José Miguel Agrelot, San Juan Affluence : 13 504 Arbitres : Antonio Conde Yohan Rosso Andrés Bartel |
| 7 juillet 2024 18h00 | Score par quart-temps : 19-19, 16-20, 15-23, 18-17                               |                                     |                                                                             |            |  | Coliseo José Miguel Agrelot, San Juan Affluence : 13 504 Arbitres : Antonio Conde Yohan Rosso Andrés Bartel |
| 7 juillet 2024 18h00 | Score par mi-temps : 35-39, 33-40                                                |                                     |                                                                             |            |  | Coliseo José Miguel Agrelot, San Juan Affluence : 13 504 Arbitres : Antonio Conde Yohan Rosso Andrés Bartel |
| 7 juillet 2024 18h00 | Rokas Jokubaitis, 16 Domantas Sabonis, 9 Marius Grigonis, 6 Rokas Jokubaitis, 20 | Points Rebonds Passes d. Évaluation | Jose Alvarado, 23 Alvarado, Ortiz, 6 George Conditt IV, 4 Jose Alvarado, 23 |            |  | Coliseo José Miguel Agrelot, San Juan Affluence : 13 504 Arbitres : Antonio Conde Yohan Rosso Andrés Bartel |